# Cestas de Coz
As cestas em junco constituem um produto de artesanato, com cerca de um século e meio de vida, produzido em tear por artesãs, em Coz, freguesia de Cós, Alpedriz e Montes, no concelho de Alcobaça, distrito de Leiria.
Ao longo do século XX, as artesãs, com tear em casa, associavam a arte de tecer junco à vida agrícola.
Alcofas, ceiras ou seiras e esteiras para a praia eram os produtos mais comuns nos anos 50-60 para comercialização. As cestas ou ceiras eram vendidas nos mercados e feiras de todo o país e chegaram a ser exportadas para Espanha.

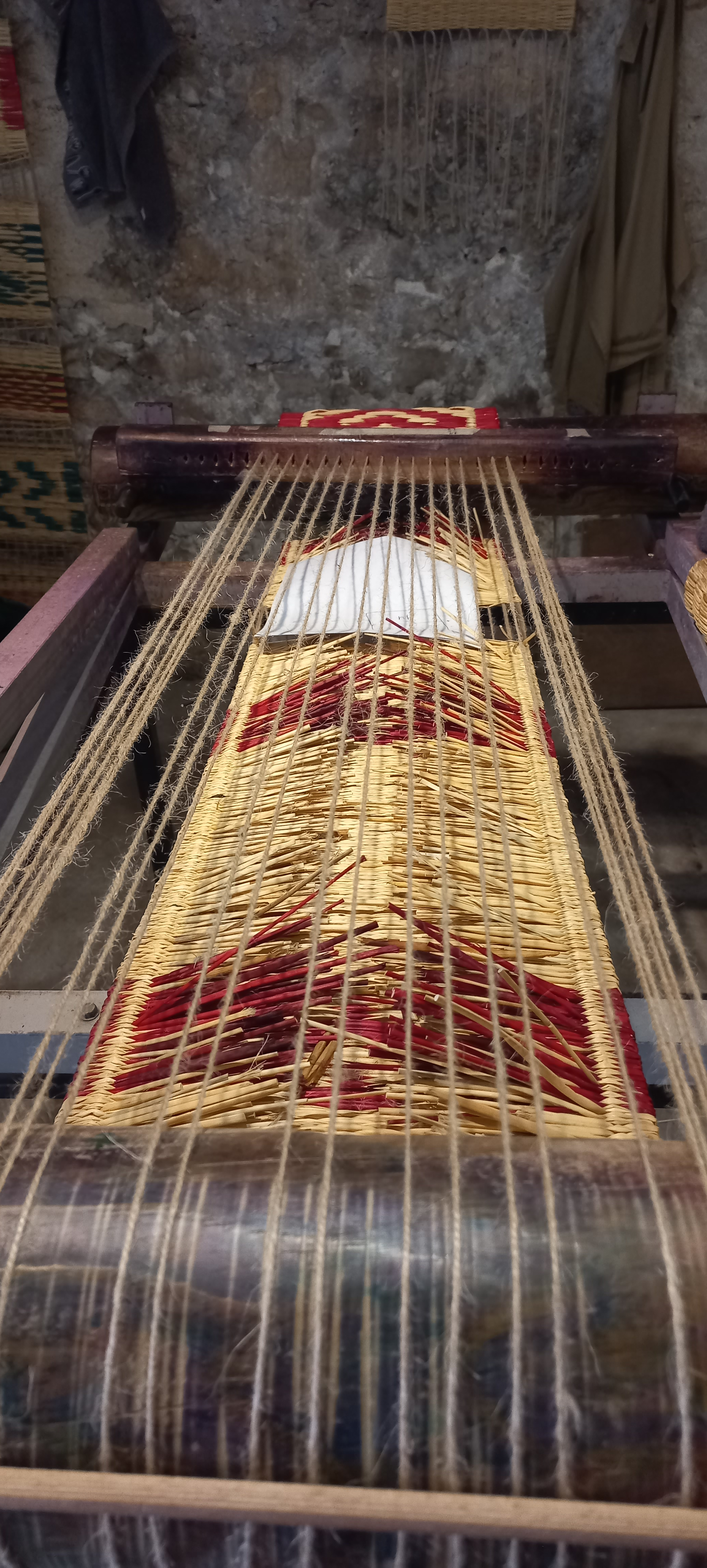
Tear de cestas de junco

Em risco de desaparecerem, a vitalidade de uma IPSS local - Centro de Bem Estar Social da Freguesia de Coz - revitalizou-as a partir de 2015, ao ser criado o projecto COZ Art, um projeto de empreendedorismo social, com local de produção na Adega das Monjas, junto ao Mosteiro de Santa Maria de Cós.
O COZ Art visou preservar a arte de trabalhar o junco, em meio rural, dinamizar o turismo e simultaneamente contribuir para a sustentabilidade da IPSS. Esta iniciativa teve apoio do município de Alcobaça e veio a associar-se à Escola de Artes das Caldas da Rainha; esta instituição envolveu cerca de 30 alunos da licenciatura em Design de Produto, o que deu uma nova dinâmica a esta arte, com novos produtos (ex.: mochilas, porta-garrafas, vasos) em junco. Diana Fonseca é uma das artistas que criou alguns desses produtos no âmbito desta parceria.
Tem-se conseguido a formação de novos artesãos e os visitantes podem experimentar o trabalho no tear. O processo produtivo é manual e passa por várias fases: apanha, secagem e tingimento do junco, tecelagem e costura das cestas. Podem ser concebidas em vários tamanhos, desenhos e cores.
O projecto COZ Art é também responsável pelo acesso e visitas guiadas ao Mosteiro de Santa Maria de Coz.
A produção de cestas de junco não é exclusiva de Coz; também no Algarve ela constitui uma tradição.

Referências
1. ↑  Farmácias, Associação Nacional de (30 de Junho de 2022). «Coz Art: toda a vida do junco». Associação Nacional de Farmácias. Consultado em 20 de Julho de 2024
2. ↑  RTP, Antena 1 (5 de Junho 2020). «Artesanato de junco na freguesia de Coz». Consultado em 20 de Julho de 2024
3. ↑  Caldas da Rainha, Escola de Artes das (Julho 2016). «Junco». Consultado em 20 de Julho de 2024